# Formations offensives en football américain
La présente page décrit les formations offensives courantes et historiquement importantes dans le football américain. La formation décrit comment les joueurs d'une équipe sont positionnés sur le terrain. De nombreuses variantes sont possibles des deux côtés du ballon selon la stratégie employée.
En attaque, la formation doit comprendre au moins sept joueurs sur la ligne d'engagement (line of scrimmage en anglais), y compris un centre lequel commence le jeu en effectuant le snap.

## La «T Formation»

Formation en « T ».

La formation en « T » est le précurseur de la plupart des formations modernes. Elle place le quarterback directement sous le centre (contrairement à sa principale formation concurrente de son époque, la formation « Single Wing »  où le quarterback recevait le ballon à la volé).
La formation comporte trois porteurs de ballon (un ensemble ou un mixe de running back, fullback ou halfback) alignés à environ cinq mètres derrière le quarterback, ce qui donne la forme d'un T.
Elle peut comporter soit deux tight ends (formation alors dénommé « Power T ») soit un wide receiver et un tight end (formation alors dénommé « Split End »). 
En 1940, lors de la finale nationale NFL, les Bears de Chicago de l'entraîneur George Halas ont utilisé la formation en T pour vaincre 73-0 les Redskins de Washington. Cette rencontre historique a marqué la fin de la formation « Single Wing » à presque tous les niveaux de jeu au cours des années 1940 George Halas est crédité d'avoir perfectionné la formation en T.
Variantes :
- L' Unbalanced T formation : la ligne offensive possède un end et un tacle à la gauche du centre, tandis qu'à sa droite on trouvent deux gardes, un tacle et un end (le centre permute avec le left guard). Cela crée une ligne renforcée vers la droite du centre. Elle est dite unbalanced (déséquilibrée), la ligne étant asymétrique par rapport aux positions du quarterback et des 3 arrières, ceux-ci étant axés sur le centre[2].

- La Split T (en) : la ligne offensive s'élargi sur presque deux fois plus de terrain par rapport à la formation T conventionnelle. En réaction, l'équipe adverse doit également s'étaler sur la ligne d'engagement ce qui crée d'assez larges intervalles (gap) que l'attaque peut exploiter[3].

## La «I Formation»

La formation en « I » de base.

C'était autrefois l'une des formations les plus couramment utilisées à tous les niveaux du football américain mais elle ait été remplacée au cours de la dernière décennie par des formations qui placent le quarterback dans la formation Shotgun.
Le « I » est formé par deux arrières (backs) alignés derrière le quarterback, celui le plus proche étant un fullback (FB) et le plus éloigné le running back ou « tailback » ou « I-back » (RB ou HB). 
Les deux arrières sont placés soit :
- en ligne (d'où le nom de la formation puisqu'elle ressemble à la lettre « I »)
- avec le fullback (FB) décalé sur la gauche (côté faible ou weak side)
- avec le fullback (FB) décalé sur la droite (côté fort ou strong side).

Le quatrième arrière est le plus souvent remplacé par un wide receiver (WR) situé en retrait à droite (il est alors appelé flanker ou receveur de flanc).
Dans l'I-Formation, la ligne est renforcée par le tight end (TE) aligné sur le côté droit et un WR situé à l'extrême côté gauche. 
Le côté droit est appelé « fort » (strong side right (typique pour un quarterback droitier) avec le 4e arrière à droite comme flancker et un RB décalé vers la droite. Il est « faible » si le RB est décalé vers la gauche.

Les variantes n'utilisent pas de flanker mais trois running backs (au lieu de deux dans la formation traditionnelle). Ces formations sont utilisées lorsque l'équipe veut gagner des yards par la course et principalement lorsqu'elles sont proches de la ligne d'en-but. Elles utilisent sur la ligne de scrimmage soit 2 tight ends soit 2 wide receivers ou un mixe des deux :
- La « Maryland » : les arrières sont placés perpendiculairement derrière la ligne, le quarterback précédant le FB et les deux RB (cette formation fut développée par Tom Nugent (en), entraîneur principal des Terrapins du Maryland[4].
- La « Power I » : le quarterback, le FB et un RB sont placés perpendiculairement derrière la ligne, le 2e RB étant placé à droite du premier RB.
- La Big I : La ligne est renforcée de part et d'autre par un tight end (il n'y a plus de WR à l'extrême gauche).

La Big I formation.

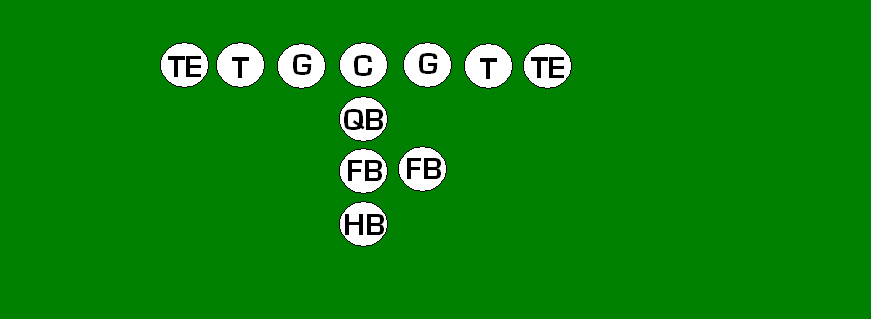
La Power I formation.

## La «Single set back»

La Single set back de base.

Aussi connue sous le nom de « ace » ou « singleback », cette formation se compose d'un running back (HB) aligné à environ cinq mètres derrière le quarterback (QB). La formation de base n'utilise pas de fullback (FB).
Les deux autres joueurs (autres que ceux de la ligne offensive et donc en retrait de la ligne d'engagement) sont soit des :
- tight ends (TE)
- wide receivers (WR)
- un mixe des deux.

Cette formation est normalement utilisée pour effectuer un jeu de passe mais peut aussi convenir pour une course puisque les défenseurs doivent déplacer au moins un joueur hors du milieu du terrain pour couvrir le TE ou le WR supplémentaire. 
Puisqu'il est aligné dans l'espace entre le T/TE gauche (joueur à l'extrémité gauche de la ligne offensive) et le WR à l'extrême gauche (près de la ligne), le WR supplémentaire est appelé « slot receiver ».
Variante :
- La « Spread formation » : elle utilise 4 WRs (donc sans TE)., 2 de chaque côté de la ligne offensive avec 2 WRs en retrait par rapport à cette ligne. Elle était très populaire en NFL dans les années 1980s (notamment chez les Lions de Detroit et les Oilers de Houston) mais elle est depuis tombée en disgrâce et ne constitue plus une formation principale de l'attaque.
- Joe Gibbs's "H-Back" set ou two tight end set : elle est créée par Joe Gibbs, deux fois entraîneur principal de la Washington Football Team (ex-Redskins). La formatnion comporte deux TEs. Le WR supplémentaire est donc remplacé par un TE dénommé H-back (ne pas confondre avec un halfback) soit un TE flexible. Il est placé en retrait à gauche de la ligne offensive. Dans cette formation, le TE normal a  presque exclusivement un rôle de bloqueur tandis que le H-black est plus utilisé comme receveur.

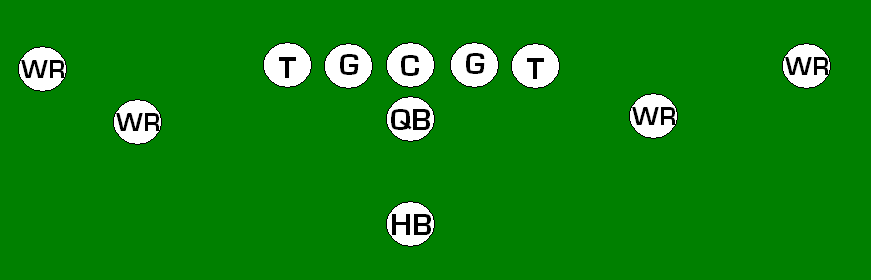
La variante Spread formation.

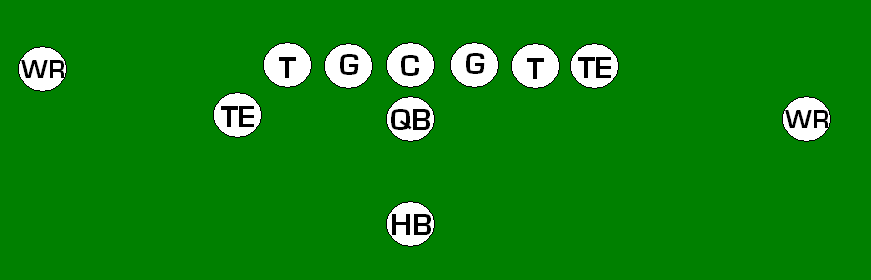
La variante Joe Gibbs's "H-Back" set.

## La «Pro set»

La formation de base « Pro set » avec un split end (WR à gauche de la formation), un flanker (WR à droite de la formation), un quarterback (QB), un fullback (FB), un halfback (HB), un tight end (TE) et 5 hommes de ligne (OL).

Également appelée « split backs » ou « three-end formation », elle est similaire à la formation en « I » et en possède les mêmes variantes. La différence réside dans les deux backs lesquels sont placés séparément derrière le quarterback alors qu'ils étaient alignés l'un suivant l'autre derrière le QB dans la I-Formation. 
Elle peut être aussi considérée comme un développement de la formation en « T » avec trois running backs (RB), le troisième (un des halffbacks (HB) dans la formation en T) devenant un flanker permanent dénommé wide receiver (WR).
Les Seahawks de Seattle dirigés par Mike Holmgren favorisaient ce type de formation mais remplaçaient le tight end (TE) par un receveur (WR) supplémentaire.

## La «Single wing»

La « Single wing » de base.

Cette formation archaïque était populaire pendant la majeure partie des 50 premières années du football américain moderne, mais elle est rare aujourd'hui. Elle a été à la base de la Shotgun Formation. Le terme « Single wing » évoque généralement des formations dans lesquelles lors du snap le ballon est lancé par le centre (C) plutôt que remis de mains à mains.
Il en existe de nombreuses variantes, les seuls points communs étant que :
- la formation comporte une ligne offensive désaxée avec 2 tight ends (TE) placés entre les garde (G) et end (E) droits ;
- les 4 arrières sont composés d'un quarterback (QB), un fullback0 (FB), un tailback (TB) et un wingback (en) (WR) :
  - le QB ne se trouve pas directement derrière le centre (C) mais est décalé vers la droite à proximité du 1er tight end. Il reçoit le ballon du centre (C) à la volée ;
  - le fullback (FB) est aligné perpendiculairement au centre et plus en arrière que le QB ;
  - le tailback (TB) est encore plus en arrière à gauche du FB et il reçoit le ballon du centre (C) ;
  - le wingback (WR) est à droite de la ligne offensive légèrement en retrait de celle-ci. Il peut être amené à bloquer, courir ou réceptionner.

Le placement des trois backs est très variable dans cette formation qui est conçue à l'origine comme une formation de course brute puisqu'elle comptait 7 joueurs d'un côté du centre et seulement 2 de l'autre.
La variante la plus célèbre de la formation « Single wing » était la « Notre Dame Box (en) » de Knute Rockne utilisée avec ses Four Horsemen (en). La différence se situe au niveau de la ligne offensive, celle-ci étant équilibrée. Le « wingback » est placé à droite du quarterback derrière les deux joueurs le plus à droite de la ligne. Ces deux changements ont fait ressembler la formation des arrières à un carré (d'où le nom de «box», boite en français). La formation était moins prévisible, permettant aux arrières d'attaquer plus facilement vers le côté « faible » (gauche). Les innovations de Rockne avec cette formation impliquaient d'effectuer des changements de position et des mouvements compliqués au niveau des trois arrières (backs) afin de semer la confusion chez l'adversaire. Ces changements permettaient également de passer d'une attaque à la course à une attaque à la passe.
Une autre variante était la formation en « A » utilisée avec succès par les Giants de New York dans les années 1930s et jusqu'au début des années 1940s. Dans cette formation, le quarterback joue plus en retrait de la ligne et est plus proche du centre et le wingback (WR) est placé à gauche au bout de la ligne et en retrait (coté faible). Les 2 tight ends (TE) sont également du côté faible dans une ligne désaxée. Le quarterback (plutôt que le tailback) reçoit le ballon à la volée du centre. Le nom de cette formation était arbitraire et n'est pas due à la forme donnée par le placement des joueurs contrairement aux formations « I », « T », « V » ou « Y ».
La « Single wing » a récemment connu une sorte de renaissance au niveau des équipes de lycées (high school). Elle est utilisée pour surprendre l'adversaire, sa rareté d'utilisation lui garantissant le succès.

## La «Wildcat»

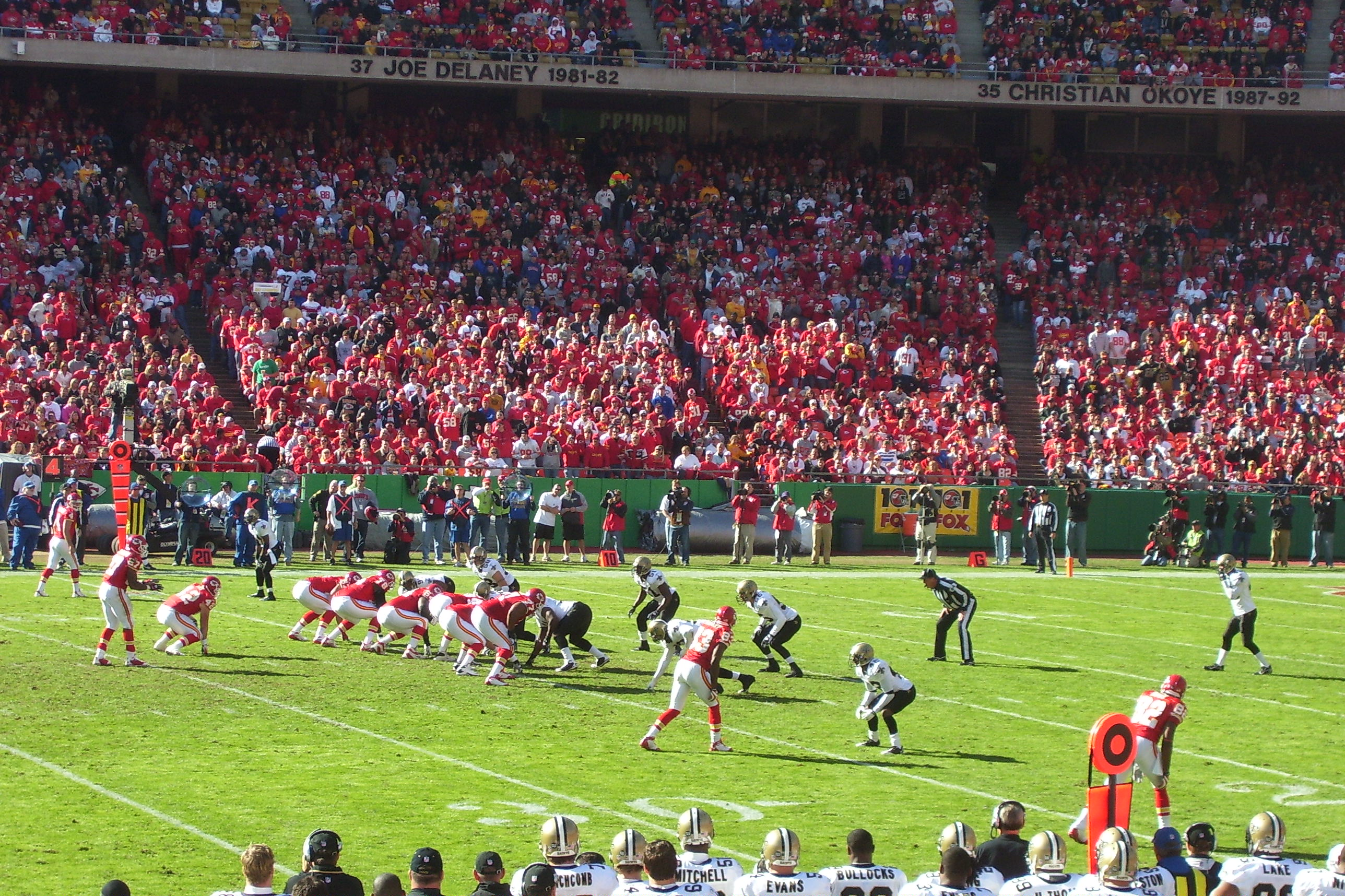
Larry Johnson (RB des Chiefs) accroupi près du QB et la ligne en formation Wildcat le 16 novembre 2008 contre les Saints à l'Arrowhead Stadium de Kansas City.

La « wildcat » est prioritairement une formation pour la course dans laquelle un joueur athlétique (habituellement un running back ou un receveur sachant bien courir) prend la place habituelle du quarterback tandis que celui-ci glisse à la place du flanker (WR) ou et remplacé par un autre joueur. Le ballon est cédé par le centre au coureur qui a le choix de courir lui même avec le ballon ou le céder à un autre running back. Cette tactique permet au running back de bien analyser la défense avant le snap ce qui lui permet de choisir sa meilleur trajectoire. Elle permet également à ses 10 partenaires de bloquer contrairement à un jeu de course conventionnel au cours duquel le quarterback n'est généralement plus impliqué après avoir cédé le ballon à son coureur.
La formation « wildcat » est similaire aux formations axées sur la course utilisées au tout début du football américain mais elle n'était plus pratiquée en NFL depuis de nombreuses années jusqu'à ce que les Dolphins de Miami ne l'utilisent au cours de la saison 2008 avec les running backs Ricky Williams et Ronnie Brown. Son usage a été un succès, de sorte que de nombreuses équipes en NFL et en NCAA ont commencé à l'incorporer (avec diverses variantes) dans leurs manuels de jeu, lui donnant souvent des noms spécifiques à l'équipe tels que le « Wildhog » utilisé par les Razorbacks de l'Arkansas. Certains attribuent les origines modernes de la « wildcat » à l'attaque des Wildcats de Kansas State de Bill Snyder de la fin des années 1990s et du début des années 2000s. D'autres attribuent ses origines à Hugh Wyatt, un entraîneur utilisant la formation « Double Wing » (voir ci-dessous).
Bien que le concept de cette formation ait réussi pendant un certain temps, son efficacité a diminué à mesure que les coordinateurs défensifs préparaient leurs équipes au changement de stratégie. Le joueur qui reçoit le snap n'est généralement pas un bon passeur, de sorte que les défenses peuvent rapprocher les linebackers et les defensives backs sur la ligne d'engagement pour obstruer les potentiels couloirs de course. En tant que tel, son utilisation a diminué depuis 2009 et en particulier dans la NFL.

## La «Double wing»

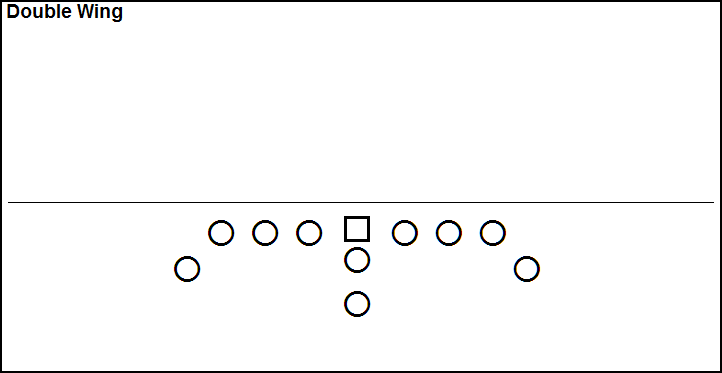
Plan de jeu en formation Double Wing.

La formation « Double Wing » (aile double) est assez simple :
- La ligne offensive se compose de 7 joueurs (1 centre, 2 gardes, deux tight-ends et 2 ends) ;
- Le quaterback se situe derrière le centre et le running back derrière le quarterback ;
- Deux receveurs se trouvent en retrait des deux côtés de la ligne (voir la « Single wing) ».

Elle est largement reconnue comme ayant été inventée par Glenn "Pop" Warner en 1912. Elle était alors une formation importante jusqu'à ce qu'apparaisse la formation en « T » Par exemple, Dutch Meyer (en) des Horned Frogs de TCU et son quarterback Sammy Baugh ont remporté la finale nationale universitaire en 1935 à la suite d'une large exploitation de l'attaque « Double Wing ». En tant que système offensif moderne, elle a été développée avec succès par l'entraîneur Don Markham.
La formation est une combinaison de la formation en « I » (très utilisée par Markham à ses débuts d'entraîneur) et de la formation « Wing-T 30 Series » (voir ci-dessous). Après avoir constaté que Markham avait battu de nombreux records d'État partout où il avait entraîné (établissant même le record national de points inscrits en high school), les équipes adverses ont du mettre en place une tactique dite de « Règle de Markham » (« Markham Rule » pour empêcher son équipe de gagner avec trop de points. Les succès obtenus par Markham ont fait de nombreux adepte de son attaque et de nombreuses variantes de la formation ont été créées au fil des ans. Un adepte des plus connus est Hugh Wyatt (en) qui avait inséré un peu plus de Wing-T à son attaque.
La formation est largement utilisée au niveau des équipes de jeunes. Elle est devenue plus populaire au niveau des lycées et a été utilisé au niveau universitaire par Don Markham à American Sports University (en).

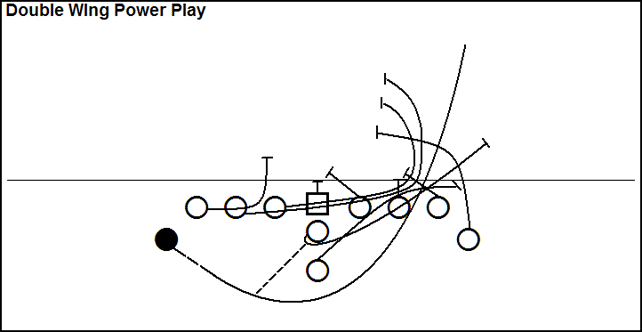
Plan de jeu en formation « Double Wing ».

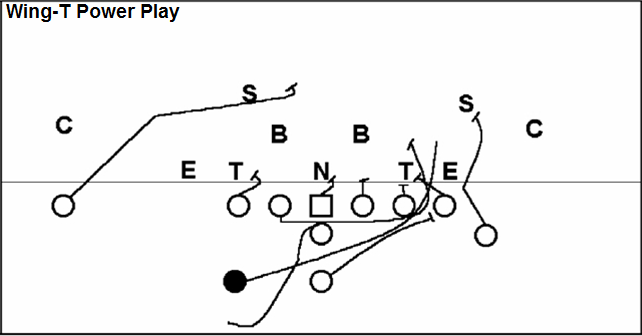
Plan de jeu en formation « Wing-T ».

## La «Short punt formation»
La « short punt » est une autre ancienne formation qui a été très populaire lorsque marquer était plus difficile et que dès lors un bon botté de dégagement était considéré une arme offensive,
. 
À une époque où les bottés de dégagement aux deuxième et troisième « downs » étaient assez courants, les équipes s'alignaient dans cette formation offrant une double menace, soit un botté de dégagement soit une action de passe. Le magazine « Harper's Weekly » en 1915 la considérait comme la formation la plus précieuse dans le football américain.

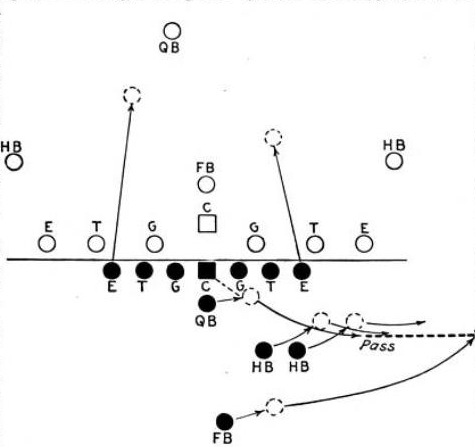
Une action en formation « Short Punt avec le quarterback derrière le centre.

Cette formation diffère de la formation « Single wing » sur deux points :
- elle est généralement bien équilibrée ;
- elle offre une meilleure protection lors d'une action à la passe avec 2 arrières situés de chaque côté du tailback.

En conséquence, la formation était considérée plus favorable pour un jeu de passe au contraire de la « Single wing » était considérée comme idéale pour une attaque à la course. La « Short punt » était de plus considérée comme une bonne formation pour les jeux de piège.

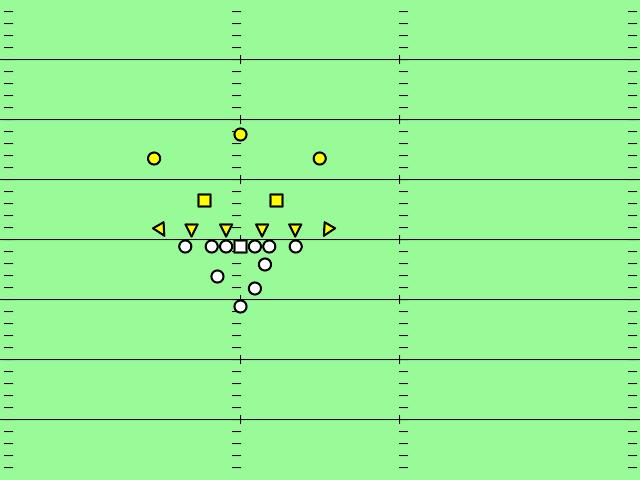
La « Short Punt face à une défense 6–2–3.

## La «Shotgun»

La formation « Shotgun » de base.

C'est la descendante moderne de la formation « Single Wing » :
- Le quarterback (QB) s'aligne à environ sept yards derrière le centre (C), pour avoir une meilleure vue sur la défense et plus de temps pour préparer une passe.
- De nombreuses variantes au niveau des 3 autres arrières et des 2 avants (autres que les hommes de ligne) mais elle utilise le plus souvent un running back (RB), aligné à côté du QB, un tight end (TE) et trois receveurs (WR).

Cette formation est la plus souvent utilisée pour les passes, mais le quarterback peut également céder le ballon à un runnning back ou courir lui-même. 
De nombreuses équipes universitaires utilisent des variantes de la « Shotgun » comme formation principale, tout comme quelques équipes professionnelles, telles que les Patriots de la Nouvelle-Angleterre et les Colts d'Indianapolis. Parce qu'il est généralement plus difficile d'établir une attaque à la course en utilisant la « Shotgun », la plupart des équipes NFL ne l'utilisent que pour des situations évidentes de passe telles que pour une « 3e et longue » ou lorsqu'elles perdent et doivent essayer de marquer rapidement.
Cette formation était à l'origine appelée « Lonesome Quarterback ». Elle a été inventée par Pop Ivy (en) alors qu'il entraînait dans la ligue canadienne. C'est Red Hickey (en), entraîneur des 49ers de San Francisco, qui est crédité de l'avoir importée dans la NFL en 1960 et de l'avoir rebaptisée Shotgun. Historiquement, il a été utilisé avec beaucoup de succès en tant que formation essentielle dans la NFL par les Cowboys de Dallas Cowboys (dirigés par Tom Landry des années 1970s) et les Bills de Buffalo des années 1990s (dirigés par Marv Levy (en) lequel a utilisé une variante connue sous le nom de « K-gun » qui s'appuyait sur le quarterback Jim Kelly). L'attaque Shotgun est devenue un élément de base de nombreuses formations de football universitaire à partir des années 1990s.

## La «Pistol»

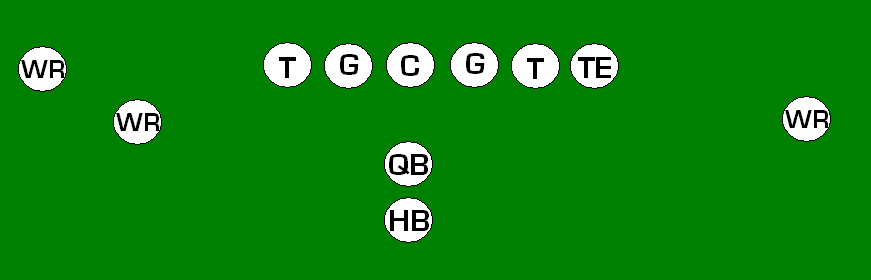
Formation « Pistol » de base.

Cette formation a été créée avec Chris Ault (en) de l'Université du Nevada à Reno. Il s'agit essentiellement d'une variante hybride de la « Shotgun » et de la « Single set back », avec le quarterback aligné normalement 3 à 4 yards derrière le centre (plus près que dans la Shotgun standard) et un running back (HB) aligné normalement à 3 à 4 yards derrière plutôt qu'à côté du quarterback (QB).
La position du quarterback dans cette formation constitue un compromis avantageux puisqu'il est suffisamment proche de la ligne de mêlée pour pouvoir lire la défense (comme avec les formations de course tels que la formation I) et assez en arrière pour qu'il ait plus de temps et une meilleure vision du terrain pour les jeux de passes (comme pour la formation Shotgun).
Cette formation est donc très polyvalente (en particulier si le quarterback lui-même est prompt à courir avec le ballon), ce qui rend difficile pour la défense d'anticiper correctement le jeu.
Cette flexibilité est renforcée par l'« option » (système offensif qui permet au quarterback de choisir entre plusieurs actions en fonction de la réaction de la défense), où le quarterback, en fonction de la réaction d'un ou plusieurs défenseurs après le snap, prend la décision rapide de soit remettre le ballon au running back soit le garder pour courir lui-même.

## La «Swinging gate»
La « Swinging gate » est une formation inhabituelle. 
Elle comporte un centre (C) tout seul avec le quarterback (QB) aligné derrière lui en position « Shotgun ». 
Le reste de l'attaque est écartée près de la ligne de touche. Deux gardes (G), deux tackles (T), un tight end (TE) et en receveur (WR) s'alignent sur la ligne d'engagement. Le ou les running backs (RB/HB) et les autres receveurs s'alignent un peu en arrière de ces joueurs de ligne. 
En fonction de l'alignement exact, le centre (C) peut être considéré comme receveur éligible s'il est le plus éloigné vers l'extérieur sur la ligne de mêlée. Le quarterback peut recevoir le snap et choisir de lancer une passe avant vers le centre ou une passe latérale vers ses joueurs extérieurs éligibles ou céder le ballon à son running back.
Cette formation est généralement utilisée pour les jeux pièges.
Son utilisation la plus récente remonte à 2019. Lors du match opposant les Dolphins de Miami aux Eagles de Philadelphie, à l'occasio d'une « 4e et goal » en 2e quart temps, le quarterback Matt Haack lance une petite passe vers son kicker Jason Sanders (en) qui inscrira un touchdown pour les Dolphins.

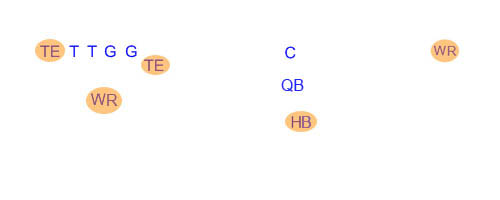
Formation « Swinging gate » de base.

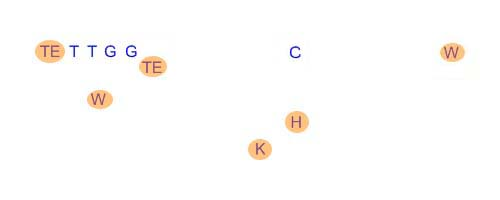
Variante de la formation « Swinging gate ».

## La «Wishbone»
La formation « Wishbone » (en triangle) est une variante des années 1960s de la formation en « T ». 
Elle comporte trois running backs (RB/FB/HB) (le premier aligné directement derrière le quarterback et les deux autres placés en arrière de part et d'autre du premier) et peut être complétée par deux tight ends (TE) ou  un ou deux receveurs (WR). 
La plupart des systèmes offensifs l'utilisent comme formation principale et la plupart pour des jeux de course, le jeu de passe étant rarement réalisé. 
Elle est une formation courante pour l'attaque dite à triple option dans laquelle le quarterback décide après le snap s'il doit remettre le ballon à l'arrière pour une course au milieu, lancer le ballon à un autre arrière pour une course vers l'extérieur ou conserver le ballon pour exécuter lui-même la course.
La « Wishbone » a été développée dans les années 1960s par Emory Bellard, coordinateur offensif des Longhorns du Texas sous la direction de l'entraîneur principal Darrell Royal (en). Elle a connu un succès immédiat, Texas remportant le championnat national NCAA en 1969 avec ce système triangulaire à plusieurs options. La tactique a ensuite été adoptée par de nombreux autres programmes universitaires dans les années 1970s, notamment par Alabama et par Oklahoma, ces équipes remportant également des titres nationaux avec des variantes de cette tactique. Cependant, comme pour toute formation ou philosophie extrêmement réussie, les équipes ont appris à se défendre contre elle la rendant de moins en moins efficace.
Aujourd'hui, la formation « Wishbone / option » est toujours utilisée par certaines équipes de lycées (high school) et certaine petites universités. Elle est beaucoup moins courante dans le football universitaire majeur où les équipes ont tendance à utiliser des attaques plus axées sur les passes. L'Air Force, la Navy et Georgia Tech font partie des rares équipes de la NCAA Division I FBS qui utilisent encore couramment la « Wishbone » et ses variantes.
Elle a été très rarement utilisée en football professionnel car développée après que les quarterbacks passeurs n'y deviennent la norme. Les quarterbacks de la NFL ne sont pas nécessairement de bons coureurs et sont en tout cas trop précieux pour leur équipe pour prendre trop de risque de blessure en courant régulièrement avec le ballon. Pendant la saison 1987 particulière à la suite de la grève des joueurs, les 49ers de San Francisco ont utilisé cette tactique avec succès contre les Giants de New York (victoire 41-21). L'entraîneur des 49ers, Bill Walsh, avait pu utiliser cette tactique parce que ses deux quarterbacks titulaires étaient indisponibles et que le remplaçant était un bon coureur ayant déjà utilisé cette tactique au niveau universitaire.

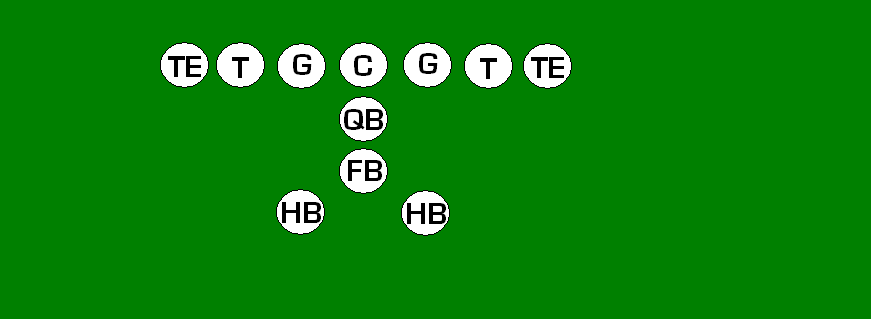
La « Wishbone » de base.

Une variation de la « Wishbone ».

## La «Flexbone»
La formation « Flexbone » est une variante de la formation « Wishbone ». 
Ici, un arrière (le fulback, FB) s'aligne derrière le quarterback (QB). La ligne offensive comporte deux wide receivers (WR) situés près des lignes latérales même s'ils peuvent être remplacés dans certaines variantes par un ou deux tight-end (TE).
Les deux arrières restants appelés wingbacks ou slotbacks (SB), sont positionnés en bouts des cinq joueurs de la ligne offensive et légèrement en retrait. Habituellement, avant le snap, l'un de ceux-ci se mettra en mouvement derrière le quarterback lui donnant une autre cible potentielle.
Comme la Wishbone, cette formation est couramment utilisée pour exécuter une triple option. Elle est considérée plus « flexible » que le Wishbone puisque les wingbacks s'alignent sur la ligne de mêlée créant plus d'options de course / passe et plus de variations possibles.

La « Flexbone » de base.

Une variante de la « Flexbone » avec 1 slotback (SB), 1 wingback (WB), 1 wide receiver (WR), 1 tight end (TE), 1 quarterback (QB), 1 fullback (FB) et la ligne.

## La «Wing T»

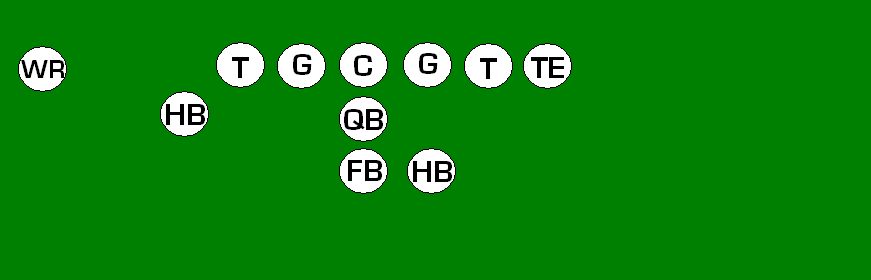
Formation « Wing T » de base.

Une formation similaire à la Flexbone, bien que beaucoup plus ancienne, est connue sous le nom de « Delaware Wing-T ». Elle a été créée par David M. Nelson (en), entraîneur de l'Université du Delaware et président du comité des règles de la NCAA. Elle est ensuite perfectionnée par son successeur Tubby Raymond (en). C'est devenu une formation très populaire auprès des équipes de lycées et des équipes des petites universités. 
Elle est conçue à l'époque pour être un mélange entre la « Single wing » et la formation en « T ». Elle assimile le mouvement et la force de course de la Single wing et la position du QB sous le centre à la formation en « T ». 
Dans cette formation, il n'y a qu'un seul wingback (HB), l'autre étant aligné à côté du halfback (FB) et du côté opposé à la position du wingback. Cependant, le premier HB peut également s'aligner en diagonale à partir de la position du tight End (le second HB se positionne alors à la gauche du FB. Il peut alors être utilisé comme bloqueur/receveur supplémentaire ou peut se déplacer pour effectuer un jeu de course.

## L'«Empty backfield»

Postes en formation « Empty backfield ».

Également connue sous le nom de « Five-wide » (en référence aux cinq wide receivers (WR), dans la formation « Empty backfield », tous les joueurs arrières se trouvent près de la ligne de mêlée pour agir comme des wide receivers ou des tight-ends, le quarterback s'alignant soit sous le centre, soit, le plus souvent, en position Shotgun. 
Il s'agit presque exclusivement d'une formation pour un jeu de passe et est utilisée pour étirer le champ d'action et souvent pour ouvrir des tracés courts intérieurs ou des tracés écran. Le jeu de course le plus courant lors de cette formation est celle du quarterback par le milieu, les joueurs défensifs étant répartis d'une ligne de touche à l'autre. La formation peut également être utilisé comme une formation Flexbone, les récepteurs les plus proches du centre agissant comme wingbacks dans un jeu d'option. Cette formation est le plus souvent utilisée en NFL et en NCAA pour effectuer des actions évidentes et/ou nécessaires à la passe, même si certaines équipes l'utilisent très souvent, comme les Patriots de la Nouvelle-Angleterre au cours de leur saison record 2007 ou les Red Raiders de Texas Tech.

## La «Goal line formation»
Aussi appelée « jumbo », « heavy », « full house » ou autres noms similaires, cette formation est utilisée exclusivement pour des gains de terrain sur une courte distance et plus particulièrement près de la ligne d'en-but. 
Elle ne possède généralement pas de receveurs (WR) et emploie souvent 3 tight ends (TE) et 2 running backs (RB) (ou inversément 2 TDs et 3 RBs). Souvent, un poste de TE ou de RB est occupé par un joueur de ligne offensive ou de ligne défensive ce qui permet d'avoir un bloqueur supplémentaire. 
Les Bears de Chicago du milieu des années 1980s ont utilisé le defensive tackle William "The Refrigerator" Perry comme joueur dans cette formation. Dans la plupart des cas, il s'agit exclusivement d'une formation de course, conçue pour marquer par la force brute. Certaines équipes ont utilisé avec succès cette formation pour les passes, notamment les Patriots de la Nouvelle-Angleterre, qui ont utilisé le linebacker Mike Vrabel comme tight end pour attraper les passes de touchdown lors des Super Bowls XXXVIII et XXXIX.

## La «Victory»

La formation Victory ».

Une formation offensive spéciale est utilisée à la fin d'un match, lorsqu'une équipe a une avance et doit simplement user le temps restant pour gagner le match. 
La formation « Kneel » ou « Victory » a été développée au cours de la saison NFL 1978 après « The Miracle at the Meadowlands (en) » (un jeu final bâclé par les Giants de New York qui s'est soldé un fumble retourné en touchdown donnant la victoire in extremis aux Eagles de Philadelphie). 
Cette formation n'a qu'un seul but : permettre au quarterback de poser en toute sécurité un genou à terre sans perdre le contrôle du ballon et donc empêcher la défense de le récupérer et d'avancer vers la zone d'en-but. 
La formation comporte une ligne de sept hommes, le quarterback (QB) et deux running backs (RB) situés immédiatement derrière lui de chaque côté pour parer à un éventuel fumble et un joueur rapide (généralement un wide receiver, un cornerback ou un runnng back) plusieurs mètres en arrière en dernier recours au cas où la défense aurait récupère le ballon et  serait capable de gagner du terrain.
Les Giants et les Eagles ont développé des formations similaires de cette formation. Les Eagles ont nommé leur version la « Herman Edwards » en référence au cornerback ayant inscrit le touchdown victorieux lors du jeu fatidique décrit ci-dessus.

## La «Tackle spread»
La formation  « Tackle spread » ou « Emory and Henry formation »  est une formation inhabituelle en football américain qui date du début des années 1950, lorsque les Wasps de l'université Emory et Henry (en) de l'entraîneur Conley Snidow (en) en avait fait la tactique de base de leur attaque. 
Au lieu du regroupement conventionnel des cinq joueurs de ligne offensifs inéligibles au milieu de la formation, la formation Emory-Henry répartit les tackles jusqu'au bord du terrain avec deux receveurs ou slotbacks (WR, TE ou RB), créant deux groupements de trois joueurs près de chaque ligne de touche. Pendant ce temps, le centre et les gardes restent au milieu du terrain avec le quarterback (QB) et un running back (RB).
Cette formation était utilisée principalement au cours des dernières années comme une tactique inattendue visant à perturber d'une part la défense qui s'alignait alors de manière incorrecte ou d'autre part le positionnement des joueurs défensifs appelés à défendre contre les passes. Elle possède ses limites puisque d'une part, malgré leur positionnement, les tackles ne peuvent pas recevoir de passe avant ni progresser sur le terrain au delà de la ligne d'engagement et que d'autre part, le quarterback devient très vulnérable le nombre des joueurs le protégeant étant réduit. Le jeu le plus souvent utilisé dans cette formation est donc une passe rapide vers un receveur extérieur ou, si les défenseurs traversent rapidement la ligne de mêlée, une passe rapide vers un receveur effectuant alors une course. Si la défense déplace trop de défenseurs près des lignes de touche, l'attaque peut tenter une course par le centre du terrain. La formation a également été utilisée comme base pour des jeux de feinte (trick play) comme une passe arrière à un joueur situé près de la ligne de touche, celui-ci effectuant ensuite une passe avant.
Les Patriots de la Nouvelle-Angleterre ont utilisé une variante en positionnant un receveur éligible (légalement déclaré) à la place d'un tackle non éligible. Cette tactique provoquant tellement de confusion a incité la NFL à créer une règle interdisant ce genre de permutation dès 2015.
Le Bengals de Cincinnati sous les ordres de Marvin Lewis utilisaient à l'occasion une variante qu'il avaient dénommée formation « Star Wars » où les deux tackles se positionnaient du même côté à hauteur du quarterback, formation hybride entre la Tackle spread et la Swinging gate,.
La variante « A-11 » combine la Tackle spread et la Wildcat où les deux arrières peuvent recevoir le ballon lors du snap et agir comme un quarterback. 